# Hirose Kenta
Kenta Hirose (広瀬 健太 Hirose Kenta, sinh ngày 26 tháng 6 năm 1992 ở Kawaguchi, Saitama) là một cầu thủ bóng đá người Nhật Bản thi đấu cho Albirex Niigata.

## Thống kê câu lạc bộ
Cập nhật đến ngày 23 tháng 2 năm 2018.
| Thành tích câu lạc bộ | Thành tích câu lạc bộ | Thành tích câu lạc bộ | Giải vô địch | Giải vô địch | Cúp                   | Cúp                   | Cúp Liên đoàn | Cúp Liên đoàn | Tổng cộng | Tổng cộng |
| Mùa giải              | Câu lạc bộ            | Giải vô địch          | Số trận      | Bàn thắng    | Số trận               | Bàn thắng             | Số trận       | Bàn thắng     | Số trận   | Bàn thắng |
| Nhật Bản              | Nhật Bản              | Nhật Bản              | Giải vô địch | Giải vô địch | Cúp Hoàng đế Nhật Bản | Cúp Hoàng đế Nhật Bản | Cúp Liên đoàn | Cúp Liên đoàn | Tổng cộng | Tổng cộng |
| --------------------- | --------------------- | --------------------- | ------------ | ------------ | --------------------- | --------------------- | ------------- | ------------- | --------- | --------- |
| 2015                  | Shonan Bellmare       | J1 League             | 1            | 0            | 0                     | 0                     | 1             | 0             | 2         | 0         |
| 2016                  | Tochigi SC            | J3 League             | 28           | 3            | –                     | –                     | –             | –             | 28        | 3         |
| 2017                  | Tochigi SC            | J3 League             | 26           | 3            | –                     | –                     | –             | –             | 26        | 3         |
| Tổng cộng sự nghiệp   | Tổng cộng sự nghiệp   | Tổng cộng sự nghiệp   | 55           | 6            | 0                     | 0                     | 1             | 0             | 56        | 6         |